# Kombinirana malonska i metilmalonska acidurija
Kombinirana malonska i metilmalonska acidurija (engl. Combined malonic and methylmalonic aciduria, CMAMMA), poznata i pod nazivom kombinirana malonska i metilmalonska acidemija je nasledna bolest metabolizma okarakterisana povišenim nivoima malonske kiseline i metilmalonske kiseline. Neki istraživači pretpostavljaju da bi CMAMMA mogla biti jedna od čestih formi metilmalonske acidemije, a moguće i najčešća urođena greška metabolizma. Zbog toga što se retko dijagnosticirana, obično ostane neotkrivena.

## Simptomi i znaci
Klinički fenotipi CMAMMA su dosta heterogeni i kreću se od asimptomatskih, preko blagih simptomatskih do ozbiljnh simptomatskih. Osnovni patiofiziološki mehanizam se još uvek ne zna. Sledeći simptomi su zabeleženi u literaturi:
- metabolička acidoza[7][2][8]
- koma[2][6]
- hipoglikemija[2][7][6]
- epileptični napadi[2][7][5][8]
- probavne bolesti[5][8]
- kašnjenje u razvoju[2][5][8]
- kašnjenje u govoru[1][2][4]
- zaostatak u napredovanju[2]
- pishijatrijske bolesti[2]
- problemi sa pamćenjem[2]
- kognitivni poremećaji[2]
- encefalopatija[4]
- kardiomiopatija[7][5][8]
- dismorfične osobine[5][8]

Kada se prvi simptomi pojave u detinjstvu, oni su češće  prelazni metabolički poremećaji, dok su kod odraslih obično prisutni neurološki simptomi.

## Uzroci
CMAMMA se po uzrocima može podeliti na dva odvojena nasledna poremećaja: jedan sa nedostatkom mitohondrijalnog enzima iz porodice acil-CoA sintetaze 3, kodiran na ACSF3 genu (OMIM#614265); dok je drugi poremećaj nedostatak malonil-CoA dekarboksilaze kodirane na MLYCD genu (OMIM#248360).

## Dijagnoza
Zbog širokog spektra simptoma i činjenice da u velikoj meri promiče pri skriningu novorođenčadi, smatra se da je CMAMMA nedovoljno prepoznato oboljenje.

### Novorođenački skrining programi
Zbog toga što CMAMMA povezana sa ACSF3 genom ne dovodi do nakupljanja metilmalonil-CoA, malonil-CoA ili propionil-CoA, niti stvara nenormalnosti acilkarnitinskog profila, CMAMMA se ne otkriva standardnim skrining programima zasnovanim na ispitivanju krvi.
Poseban slučaj je provincija Kvibek u kojoj se, pored ispitivanja krvi, također ispituje i mokraća dvadeset prvog dana po rođenju prema „Skrining programu novorođenačke krvi i mokraće u Kvibeku”. Zbog ovoga je provincija Kvibek zanimljiva za CMAMMA istraživanje, jer predstavlja jedinu kohortu pacijenata u svetu bez pristrasnosti u biranju.

### Odnos malonske i metilmalonske kiseline
Računanjem odnosa malonska/metilmalonska kiselina u plazmi, CMAMMA se može jasno razlikovati od klasične metilmalonske acidemije. Ovo vredi i za pacijente koji odgovaraju i za one koji ne odgovaraju na tretman vitaminom B12 sa metilmalonskom acidemijom. Korišćenje vrednosti malonske i metilmalonske kiseline iz mokraće nije prikladno za računanje ovog odnosa.
Kod CMAMMA povezane sa ACSF3 genom nivoi metilmalonske kisline prevazilaze nivoe malonske kiseline. S druge strane, suprotno vredi za CMAMMA zbog nedostatka malonil-CoA dekarboksilaze.

### Genetska ispitivanja
CMAMMA se može dijagnosticirati pomoću analize ACSF3 i MLYCD gena. Prošireni skrining nosioca gena tokom tretmana plodnosti također može otkriti nosioce mutacija u ACSF3 genu.